# Эллерингтон, Билл
Уи́льям Эллери́нгтон (англ. William Ellerington; 30 июня 1923, Саутгемптон, Гэмпшир — 4 апреля 2015) — английский футболист, играл на позиции защитника. Сын футболиста Билла Эллеринтона-старшего.

## Биография

### Клубная карьера
Эллерингтон в годы Второй мировой войны проходил службу в Королевских ВВС. В 1946 году Эллерингтон стал игроком клуба «Саутгемптон», в котором его одноклубником был Альф Рамсей. Эллерингтон проигрывал Рамсею конкуренцию в основе до 1949 года, когда Рамсей перешёл в «Тоттенхэм Хотспур».
После ухода Рамсея Эллерингтон закрепился в составе «святых» и отыграл за эту команду следующие семь сезонов. Все эти годы «святые» играли во Втором дивизионе, а в 1953 году «Саутгемптон» выбыл в Третий дивизион. Эллерингтон завершил карьеру игрока в 1956 году, сыграв за «святых» 239 матчей в чемпионате страны и Кубке Англии.

### Карьера в сборной
За сборную Англии сыграл два товарищеских матча в 1949 году со сборными Франции (3:1) и Норвегии (4:1).

### Тренерская карьера
После завершения игровой карьеры вошёл в тренерский штаб «Саутгемптона», где был ассистентом Теда Бейтса, своего бывшего одноклубника и в 1960 году «Саутгемптон» вернулся во Второй дивизион. В последующие годы Эллерингтон работал клубе в качестве скаута, занимаясь поиском талантливых игроков.
В 1980 году Эллерингтон ушёл на пенсию.

### Смерть
Скончался 4 апреля 2015 года в возрасте 91 года.